# トゥヴェルスカヤ通り

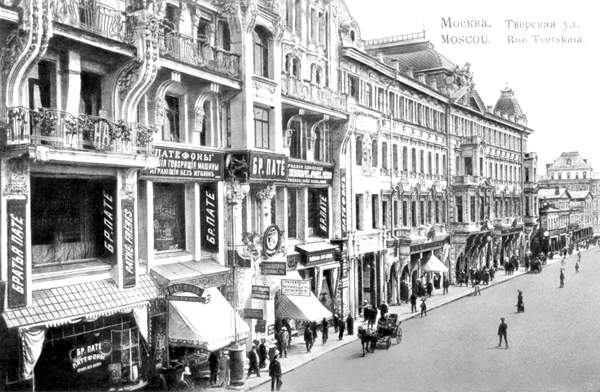
19世紀のトゥヴェルスカヤ通り

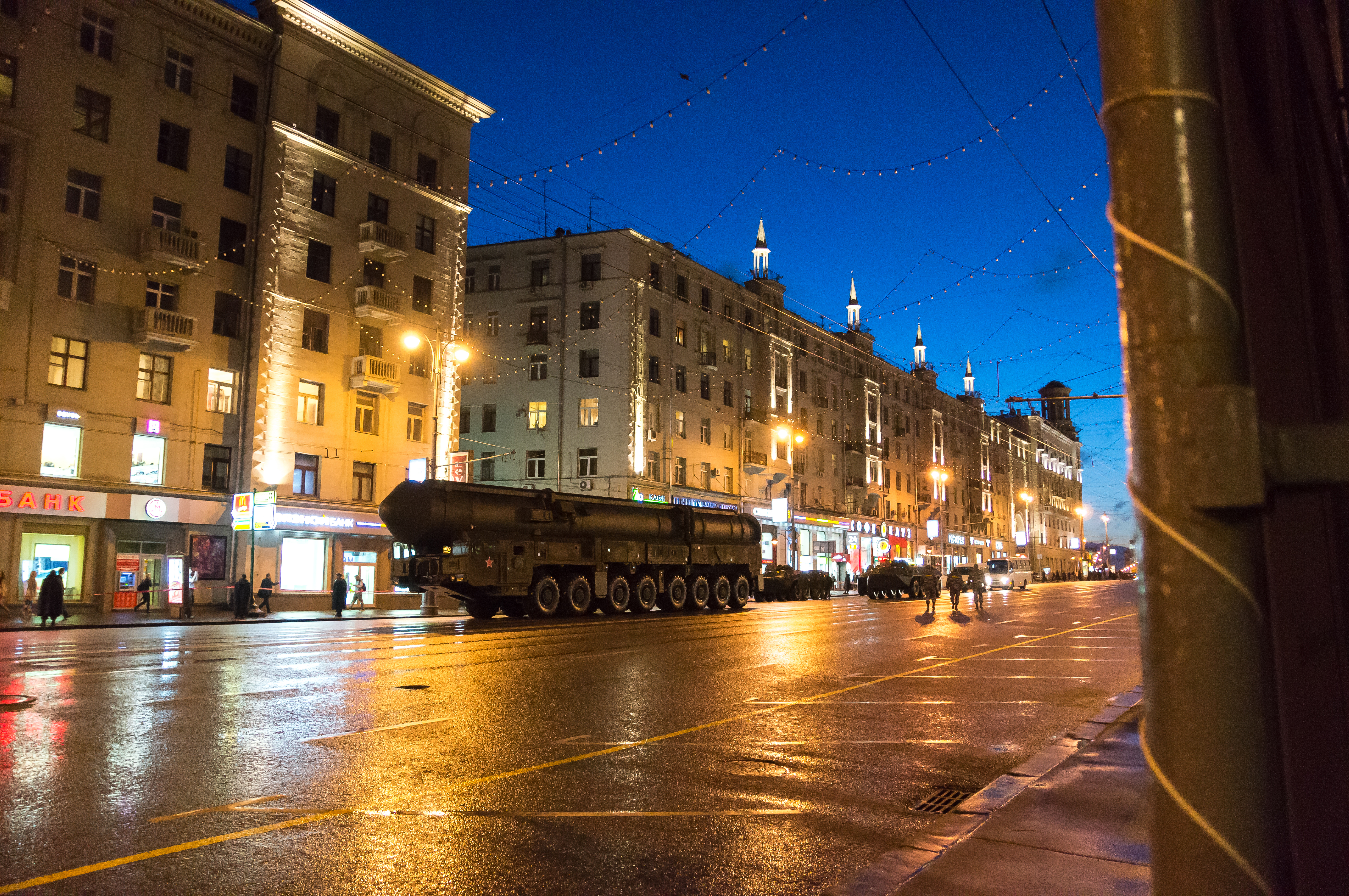
21世紀のトゥヴェルスカヤ通り

トゥヴェルスカヤ通り（トゥヴェルスカヤどおり、ロシア語: Тверская улица、英語: Tverskaya Street）はトベルスカヤ通り、ドゥヴェルスカヤ通り（ロシア語発音に近い）などとも呼ばれ   、ロシアの首都モスクワにある繁華街のひとつ。以前1930～1990年ごろは、ゴーリキー通りと呼ばれた。

## 概要
モスクワの中心地の赤の広場への入り口にあるマネージュ広場（ロシアの道路元標がある）から放射状に出ているいくつかの道路のひとつで、トゥヴェルスカヤ通りはここから北東へ向かって中央区トゥヴェルスクコイ地区のサドーヴォエ環状線との交差点にある凱旋広場までの1.5kmで、その先はレニングラード大通りとなり、さらにトヴェリ州トヴェリを通ってレニングラードまで達するロシアの主要道路（ロシア連邦道路M10）になるので、そう呼ばれている。シェレメーチエヴォ国際空港から市中心部の赤の広場などへ向かうにはこの道路を通る。

## 沿道
トゥヴェルスカヤ通りの沿道には、さまざまな有名建物がある。マネージ広場に面したホテル・ナツィオナーリを出て北東へ向かい、エルモーロワ劇場、中央電信電話局を通ると、カメルゲルスキー横丁に出る。モスクワ市庁舎（13番地、かつてのモスクワ総督府）を通り、その向かいがトゥヴェルスカヤ広場で、モスクワの創設者ユーリー・ドルゴルーキーの銅像が見える。さらに歩くとプーシュキンの時代にヴァルコンスカヤ公爵邸だった食料品店「エリセーエフスキー」があり、すぐプーシュキン広場に達し、そこにプーシュキン像がある。18世紀には英国クラブだった現代史博物館（21番地）の前には2頭のライオンの像がある。そしてマヤコフスキーの銅像が立つ外凱旋広場に達して、このあたりはチャイコフスキー記念コンサートホールや風刺劇場などの劇場が多く、またペキン・ホテルもここにある。 
トゥヴェルスカヤ通りはこの先は「第１トゥヴェルスカヤ・ヤムスカヤ通り」と名を変えて、ベラルースキー駅からは「レニングラード大通り」となり、はるかサンクトペテルブルクまで続く。

## トゥヴェルスカヤ通りを舞台とした文学作品
トゥヴェルスカヤ通り沿道にある現代史博物館の前の2頭のライオンの像は、プーシュキン著「エヴゲーニー・オネーギン」に登場する。
五木寛之著『青年は荒野をめざす』（1967年）の第2章で、主人公のジュンはハバロフスク～モスクワ航空路線で知り合ったスチュワーデスのリューバを誘ってグム百貨店で買い物をしたあと、ゴーリキー通り（トゥヴェルスカヤ通り）にある「青年カフェ―」でジェンカやツイストやGOGOを踊って、そこのバンドとトランペットをモダン・ディキシー風に吹いて大喝采を受ける。

## 参照項目
- ロシア連邦道路M10